# Hiroshi Sowa
Hiroshi Sowa (født 1. maj 1956) er en tidligere japansk fodboldspiller og træner.
Han har spillet for flere forskellige klubber i sin karriere, herunder Yammer Diesel.
Han har tidligere trænet Cerezo Osaka, Sagan Tosu og Kataller Toyama.